# STS-6
是历史上第六次航天飞机任务，也是挑战者号航天飞机的第一次太空飞行。

## 任务成员
- 保罗·维兹（Paul Weitz，曾执行曾执行天空实验室2号以及任务），指令长
- 卡罗尔·鲍勃科（Karol J. Bobko，曾执行、以及任务），飞行员
- 唐纳德·彼得森（Donald H. Peterson，曾执行任务），任务专家
- 斯多里·马斯格雷夫（Story Musgrave，曾执行、以及任务），任务专家